# Fischmilch
Als Fischmilch oder -milcher, auch kurz Milch oder Melcher genannt, wird das Sperma männlicher Fische, Weichtiere oder anderer im Wasser lebenden Arten bezeichnet. Diese Flüssigkeit wird während der Laichzeit auf den Rogen ausgeschieden, wodurch die Befruchtung erfolgt.
Fischmilch wird frisch oder mit Salz konserviert als Lebensmittel verwendet. Sie wird zur Geschmacksgebung von Saucen genutzt oder bei Gerichten aus ganzen Fischen mitverwendet. Gehandelt wird vorwiegend die Milch von Karpfen und Heringen (Heringsmilch), seltener auch von Makrelen oder Kabeljau.

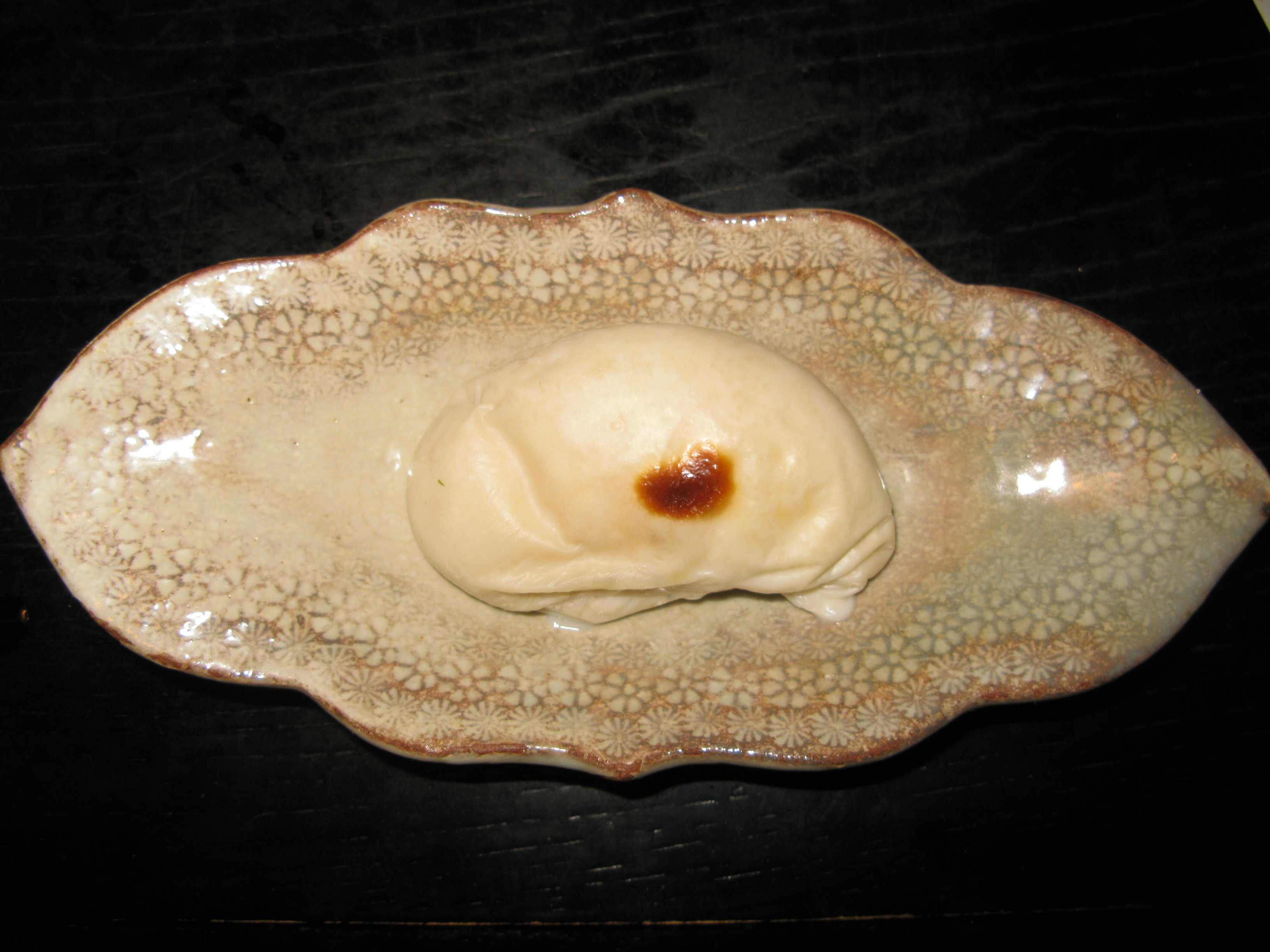
Gebratene Fugu-Fischmilch

Fischmilch ist reich an Aminosäuren insbesondere Arginin und Histidin. Die japanische Küche kennt Fischmilch (japanisch 白子 shirako) unter anderem vom Tara (Dorsch, im engeren Sinne Pazifischer Kabeljau), Fugu und Tai (Meerbrasse, im engeren Sinne Pagrus major). Hier wird sie auch gebraten serviert.